# Seznam slovenskih ženskih revij
- Babiški vestnik, mesečnik, glasilo Društva diplomiranih babic, 1929–1941
- Gospodinja, mesečnik, glasilo Zveze gospodinj, sprva kot odseka Splošnega slovenskega ženskega društva, 1932–1942
- Gospodinjska pomočnica, mesečnik, 1931–1940
- Jadranka, mesečnik, glasilo zavednega ženstva v Trstu, 1921–1923
- Kmečka žena, mesečnik, glasilo Zveze absolventk kmetijsko-gospodinjskih šol, 1937–1941
- Praktična gospodinja, mesečnik oziroma polmesečnik, 1934–1941
- Vigred, mesečnik, 1923–1944
- Žena in dom, mesečnik, 1930–1941
- Ženski list, mesečnik, glasilo Zveze delavskih žen in deklet, 1924–1935
- Ženski svet, 1923–1941)